# Amos Pampaloni
Amos Pampaloni (Firenze, 14 novembre 1910 – Firenze, 12 giugno 2006) è stato un ufficiale italiano.

## Biografia
Amos Pampaloni nacque a Firenze, figlio unico di Angelo e di Ida Fuochi. Nel 1939 venne richiamato alle armi con il grado di tenente e, nel 1940, aggregato alla Divisione Acqui con la quale si stanzia in Albania, poi nell'Epiro, Corfù e infine a Cefalonia. Nel 1943, come capitano del 33º Reggimento artiglieria della Divisione "Acqui", comandava una batteria dislocata sul promontorio prospiciente il porto di Argostoli.
Fu il primo ufficiale ad ordinare l'attacco contro i tedeschi a Cefalonia dopo l'armistizio dell'8 settembre 1943, avendo avvistato due motozattere tedesche che, a suo avviso, erano cariche di soldati ed armi, in violazione della tregua; la sua decisione fu appoggiata dagli altri comandanti di batteria nell'area, e si concluse con l'affondamento di una delle motozattere e l'allontanamento dell'altra. La sua batteria venne tuttavia catturata dai tedeschi ed in seguito trucidata. Pampaloni, ferito al collo da un colpo di arma da fuoco, unico sopravvissuto, venne soccorso da una famiglia del luogo e si unì ai partigiani greci. Combatté come ufficiale del 2º/39 Reggimento dell'ELAS, l'esercito popolare greco di liberazione (vedi Guerra civile greca). Per quattordici mesi combatté nell'Epiro, spostandosi da Anfinochia, ad Agrignon a Brevisan. Quando tornò in Italia, rese al Servizio Informazioni Militare la sua testimonianza su quanto avvenuto a Cefalonia. Si congedò dall'esercito con il grado di colonnello di artiglieria.
Amos Pampaloni fu direttore dell'Automobile Club Firenze. Nel 1948 Pampaloni diede il via alla prima corsa automobilistica Firenze-Fiesole. Negli anni Cinquanta fu affidata a Pampaloni la direzione della Coppa della Consuma. Nel 1964, Pampaloni e Pasquale Borracci, allora presidente dell'Automobile Club Firenze, realizzarono la riapertura del Circuito stradale del Mugello.

## Riconoscimenti
- 14 novembre 2005 - Fiorino d'oro conferito dall'assessore Tea Albini in vece del sindaco di Firenze Leonardo Domenici[2]
- Gonfalone d'argento del consiglio regionale toscano[1]

## Libri e film
- Luigi Caroppo - Cefalonia doppia strage, ed. Stampa Alternativa, ISBN 88-7226-722-6 (vicende, battaglie e denunce di Amos Pampaloni)
- Il film Il mandolino del capitano Corelli, e il romanzo da cui deriva, sono ispirati alle vicende di un capitano italiano a Cefalonia che potrebbe essere Pampaloni. Louis de Bernières, autore del romanzo, ha però negato che il suo romanzo fosse basato sulla vita di Pampaloni[3]